# Internationales Größensystem
Das Internationale Größensystem, abgekürzt ISQ (von englisch International System of Quantities), ist ein Größensystem, das mit dem Internationalen Einheitensystem (SI) verwendet wird. Dieses Größensystem ist in der mehrteiligen internationalen Normenreihe ISO bzw. IEC 80000 veröffentlicht worden.

## Basisgrößen
Um ein Einheitensystem wie das SI anwenden zu können, ist ein entsprechendes Größensystem erforderlich. Insbesondere wird ein Satz von Gleichungen zur Definition der Beziehungen zwischen den Größen benötigt, da diese Gleichungen ebenso die Beziehungen zwischen den Einheiten festlegen. Für die Definition der Einheiten im SI wurde eine begrenzte Auswahl von Einheiten als Basiseinheiten ausgewählt, sodass alle anderen Einheiten als abgeleitete Einheiten, d. h. als Produkte von Potenzen der Basiseinheiten, ausgedrückt werden können. In gleicher Weise werden im ISQ die entsprechenden Größen als Basisgrößen und abgeleitete Größen beschrieben. Jeder Basisgröße wird eine Dimension mit demselben Namen zugeordnet.
| Basiseinheit im SI | Basiseinheit im SI | Basisgröße im ISQ           | Basisgröße im ISQ                | Dimension                           |
| Name               | Zeichen            | Name                        | Zeichen                          | Zeichen                             |
| ------------------ | ------------------ | --------------------------- | -------------------------------- | ----------------------------------- |
| Sekunde            | s                  | Zeit                        | {\displaystyle t}                | {\displaystyle {\mathsf {T}}}       |
| Meter              | m                  | Länge                       | {\displaystyle l}                | {\displaystyle {\mathsf {L}}}       |
| Kilogramm          | kg                 | Masse                       | {\displaystyle m}                | {\displaystyle {\mathsf {M}}}       |
| Ampere             | A                  | Stromstärke                 | {\displaystyle I}                | {\displaystyle {\mathsf {I}}}       |
| Kelvin             | K                  | thermodynamische Temperatur | {\displaystyle T}                | {\displaystyle {\mathsf {\Theta }}} |
| Mol                | mol                | Stoffmenge                  | {\displaystyle n}                | {\displaystyle {\mathsf {N}}}       |
| Candela            | cd                 | Lichtstärke                 | {\displaystyle I_{\mathrm {v} }} | {\displaystyle {\mathsf {J}}}       |

Die Gleichungen, die die abgeleiteten Größen auf Basisgrößen zurückführen, können ebenso verwendet werden, um die abgeleiteten Einheiten mit Hilfe der Basiseinheiten auszudrücken. Im Allgemeinen ist es daher zweckmäßig, zunächst die Größen und die Gleichungen, die die Größen miteinander verknüpfen, zu bestimmen und danach die entsprechenden Einheiten zu wählen.
Die meisten Einheiten sind bereits entwickelt worden, bevor das Konzept des Größensystems definiert wurde. Das mit dem SI zu verwendende Größensystem ist durch die in wissenschaftlichen Veröffentlichungen und Handbüchern verwendeten Größen und Gleichungen gegeben. Solche Quellen enthalten jedoch jeweils nur eine kleine Auswahl der unzähligen möglichen Größen und Gleichungen. Eine große Zahl von Größen und Gleichungen wurden in den internationalen Normen ISO 31 und IEC 60027 zusammengestellt. Der Inhalt dieser Normen wurde später von der ISO und der IEC harmonisiert und ab 2006 als internationale Norm ISO/IEC 80000 Größen und Einheiten herausgegeben.
In der EN ISO 80000 wird das Größensystem, das mit dem SI verwendet wird, „Internationales Größensystem“ genannt. Die entsprechende Abkürzung „ISQ“ (vom englischen International System of Quantities) soll in allen Sprachen gelten.

## ISO 80000 und IEC 80000
Die ISO bzw. IEC 80000 Größen und Einheiten ist in zwei gleichrangigen Sprachfassungen auf Englisch (Quantities and units) und Französisch (Grandeurs et unités) erschienen. Diese internationale Norm wurde in verschiedene nationale Normen übernommen und hierzu in die entsprechenden Sprachen übersetzt. So wurden die verschiedenen Teile auch vom Europäischen Komitee für Normung (CEN) ohne inhaltliche Änderungen für die entsprechenden Teile der Europäischen Norm als EN ISO 80000 bzw. EN 80000 übernommen. Die deutschen Fassungen wurden als DIN EN ISO 80000 bzw. DIN EN 80000 herausgegeben. Fassungen in deutscher Sprache sind außerdem als ÖNORM EN ISO 80000 bzw. ÖVE/ÖNORM EN 80000 in Österreich veröffentlicht worden oder liegen als Entwurf vor.
Die ISO bzw. IEC 80000 besteht aus 13 (ursprünglich 14) einzeln erhältlichen Teilen, die jeweils von der ISO (11 Teile) oder der IEC (2 Teile, ursprünglich 3 Teile) herausgegeben wurden. Das für die Ausarbeitung der Normen zuständige Technische Komitee (englisch Technical Committee, abgekürzt TC) ist bei der ISO das TC 12 (Quantities, units, symbols, conversion factors) und bei der IEC das TC 25 (Quantities and units, and their letter symbols). Die ersten gültigen Ausgaben der einzelnen Teile sind im Zeitraum von 2006 bis 2009 erschienen. Sie ersetzten die damit aufgehobenen Normen ISO 31 und ISO 1000. Die folgende Tabelle gibt eine Übersicht über die einzelnen Teile:
| Ausgabe als  | Erstausgabe von                              | als DIN EN aktuell von              | Originaltitel                              | Originaltitel                                     | Titel der deutschen Fassung                                                         |
| Ausgabe als  | Erstausgabe von                              | als DIN EN aktuell von              | englisch                                   | französisch                                       | Titel der deutschen Fassung                                                         |
| ------------ | -------------------------------------------- | ----------------------------------- | ------------------------------------------ | ------------------------------------------------- | ----------------------------------------------------------------------------------- |
| ISO 80000‑1  | Nov. 2009                                    | Aug. 2013                           | General                                    | Généralités                                       | Allgemeines                                                                         |
| ISO 80000‑2  | Dez. 2009                                    | Feb. 2020                           | Mathematics                                | Mathématiques                                     | Mathematik                                                                          |
| ISO 80000‑3  | März 2006                                    | Dez. 2021                           | Space and time                             | Espace et temps                                   | Raum und Zeit                                                                       |
| ISO 80000‑4  | März 2006                                    | Jan. 2020                           | Mechanics                                  | Mécanique                                         | Mechanik                                                                            |
| ISO 80000‑5  | Mai 2007                                     | Feb. 2020                           | Thermodynamics                             | Thermodynamique                                   | Thermodynamik                                                                       |
| IEC 80000‑6  | März 2008                                    | Sep. 2008                           | Electromagnetism                           | Electromagnétisme                                 | Elektromagnetismus                                                                  |
| ISO 80000‑7  | Nov. 2008                                    | Übernahme wurde bei CEN eingestellt | Light                                      | Lumière                                           | Licht                                                                               |
| ISO 80000‑8  | Juni 2007                                    | Juni 2020                           | Acoustics                                  | Acoustique                                        | Akustik                                                                             |
| ISO 80000‑9  | April 2009                                   | Feb. 2020                           | Physical chemistry and molecular physics   | Chimie physique et physique moléculaire           | Physikalische Chemie und Molekularphysik                                            |
| ISO 80000‑10 | Dez. 2009                                    | Feb. 2020                           | Atomic and nuclear physics                 | Physique atomique et nucléaire                    | Atom- und Kernphysik                                                                |
| ISO 80000‑11 | Dez. 2008                                    | Okt. 2022                           | Characteristic numbers                     | Nombres caractéristiques                          | Kenngrößen der Dimension Zahl                                                       |
| ISO 80000‑12 | Mai 2009                                     | Feb. 2020                           | Condensed matter physics                   | Physique de la matière condensée                  | Physik der kondensierten Materie                                                    |
| IEC 80000‑13 | März 2008                                    | Jan. 2009                           | Information science and technology         | Science et technologies de l’information          | Informationswissenschaft und -technik                                               |
| IEC 80000‑14 | März 2008, ersatzlos zurückgezogen März 2017 | ersatzlos zurückgezogen Sept. 2018  | Telebiometrics related to human physiology | Télébiométrique relative à la physiologie humaine | Telebiometrische Identifizierung unter den Bedingungen der Physiologie des Menschen |

Der Teil 1 Allgemeines gilt für den allgemeinen Gebrauch innerhalb der unterschiedlichen Gebiete von Wissenschaft und Technik. Er enthält allgemeine Informationen und Definitionen bezüglich Größen (speziell des ISQ) und Einheiten (speziell des SI) sowie umfangreiche Schreibregeln. Er dient damit auch als Einführung in die anderen Teile der ISO bzw. IEC 80000.
Der Teil 2 Mathematik enthält allgemeine Angaben zu mathematischen Zeichen, deren Bedeutung, Sprechweise und Anwendung.
Die übrigen Teile enthalten Benennungen, Zeichen und Definitionen für Größen und Einheiten zu jeweils einem naturwissenschaftlichen Themengebiet.
Die Zahl der im wissenschaftlichen Bereich verwendeten Größen ist unbegrenzt, daher ist es nicht möglich, eine vollständige Liste der Größen und abgeleiteten Einheiten zu erstellen. Es ist daher unvermeidlich, dass einige Anwender, die in besonderen Spezialgebieten arbeiten, Größen verwenden möchten, die nicht in der ISO bzw. IEC 80000 oder in einer anderen internationalen Norm aufgeführt sind. Dies ist jedoch kein Hinderungsgrund, der die Definitionen von Einheiten für eigene Größen ausschließen könnte, sofern diese Größen zu ähnlichen aufgeführten Beispielen in Beziehung gesetzt werden können.
Teil 14 wurde im März 2017 durch das IEC ersatzlos zurückgezogen und in Folge wurden auch die Übernahmen durch CEN (im September 2017), ÖNORM (im November 2017) und DIN (im September 2018) zurückgezogen.